# Zennevallei (streek)

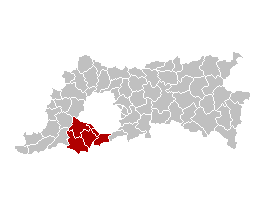
Gemeentes waarin de Zennevallei gelegen is

De Zennevallei is een streek in de Belgische provincie Vlaams-Brabant en maakt deel uit van de Groene Gordel. Het is gelegen tussen Brussel en de taalgrens en van de Zenne tot het Zoniënwoud. De streek kenmerkt zich door beboste hellingen en talrijke beekjes.
De streek omvat de gemeentes Beersel, Drogenbos, Halle, Linkebeek, Sint-Genesius-Rode en Sint-Pieters-Leeuw.
In de Zennevallei komt wilde gist voor die wordt gebruikt voor de bereiding van Lambiek, een biersoort uniek voor deze vallei.
Soms is er verwarring tussen wat enerzijds de streek zennevallei is en anderzijds het Pajottenland (ook een streek of Regio) .
De Zennevallei is gelegen ten oosten van het Pajottenland met één uitzondering: Sint-Pieters-Leeuw , die gemeente zit zowel in de streek Zennevallei als de streek Pajottenland. De streek maakt deel uit van Regionaal Landschap Pajottenland en Zennevallei.

## Bezienswaardigheden en Toerisme
Samen met het Pajottenland is de Zennevallei een erkend Regionaal Landschap 'Pajottenland en Zennevallei'. De Zennevallei is ook een onderdeel van de Groene Gordel rond Brussel.
- Kasteel van Beersel
- Herisemmolen of Cartonnerie Winderickx
- Huis van Herman Teirlinck
- Brouwerij Oud Beersel
- Brouwerij Drie Fonteinen
- Biercentrum De Lambiek
- Hallerbos
- Den Ast Museum
- Brouwerij Boon